# Deutsche Eishockey Liga
Deutsche Eishockey Liga (Die 1. Bundesliga, DEL) je nejvyšší ligová soutěž ledního hokeje hraná v Německu. V této lize hraje mnoho amerických či kanadských hráčů.
V sezóně 2019/20 byla nejvyšší hokejová soutěž po odehrání základní části zrušena a její play-off tak zůstalo nedohráno. Rozhodnutí zrušit zbývající zápasy padlo dne 10. března 2020 z důvodu narůstajících případů nakažených koronavirem SARS-CoV-2. Poprvé tak od válečné sezóny 1945 nebyl vyhlášen německý mistr v ledním hokeji.

## Češi s titulem
| Hráč           | Sezona                     |
| -------------- | -------------------------- |
| Pavel Cagaš    | 1998/99 (Adler Mannheim)   |
| Pavel Gross    | 1998/99 (Adler Mannheim)   |
| Patrik Augusta | 2002/03 (Krefeld Pinguine) |
| David Musial   | 2002/03 (Krefeld Pinguine) |
| Martin Reichel | 2003/04 (Frankfurt Lions)  |
| Tomáš Pöpperle | 2005/06 (Eisbären Berlín)  |
| Tomáš Martinec | 2006/07 (Adler Mannheim)   |
| Jakub Ficenec  | 2013/14 (ERC Ingolstadt)   |
| Celkem         | 8                          |

## Kluby 2022/23
| Tým                     | Město                  | Aréna                         | Kapacita |
| ----------------------- | ---------------------- | ----------------------------- | -------- |
| Augsburger Panther      | Augsburg               | Curt Frenzel Stadium          | 6,218    |
| Eisbären Berlín         | Berlín                 | Uber Arena                    | 14,200   |
| Bietigheim Steelers     | Bietigheim-Bissingen   | EgeTrans Arena                | 4,500    |
| Fischtown Pinguins      | Bremerhaven            | Eisarena Bremerhaven          | 4,674    |
| Düsseldorfer EG         | Düsseldorf             | PSD Bank Dome                 | 13,400   |
| Löwen Frankfurt         | Frankfurt nad Mohanem  | Eissporthalle Frankfurt       | 6,000    |
| ERC Ingolstadt          | Ingolstadt             | Saturn Arena                  | 4,815    |
| Iserlohn Roosters       | Iserlohn               | Eissporthalle Iserlohn        | 5,000    |
| Kölner Haie             | Kolín nad Rýnem        | Lanxess Arena                 | 18,500   |
| Adler Mannheim          | Mannheim               | SAP Arena                     | 13,600   |
| EHC Red Bull München    | Mnichov                | Olympia Eishalle              | 6,256    |
| Nürnberg Ice Tigers     | Norimberk              | Arena Nürnberger Versicherung | 7,810    |
| Schwenninger Wild Wings | Villingen-Schwenningen | Helios Arena                  | 6,215    |
| Straubing Tigers        | Straubing              | Eisstadion am Pulverturm      | 6,000    |
| Grizzlys Wolfsburg      | Wolfsburg              | Eis Arena Wolfsburg           | 4,660    |

## Mistři Německa v ledním hokeji

### Vítězové německého mistrovství (1912–1948)
Zdroj: 
| Ročník  | Mistr                              |
| ------- | ---------------------------------- |
| 1912    | Berliner Schlittschuhclub          |
| 1913    | Berliner Schlittschuhclub          |
| 1914    | Berliner Schlittschuhclub          |
| 1915–19 | žádné mistrovství                  |
| 1920    | Berliner Schlittschuhclub          |
| 1921    | Berliner Schlittschuhclub          |
| 1922    | MTV München 1879                   |
| 1923    | Berliner Schlittschuhclub          |
| 1924    | Berliner Schlittschuhclub          |
| 1925    | Berliner Schlittschuhclub          |
| 1926    | Berliner Schlittschuhclub          |
| 1927    | SC Riessersee                      |
| 1928    | Berliner Schlittschuhclub          |
| 1929    | Berliner Schlittschuhclub          |
| 1930    | Berliner Schlittschuhclub          |
| 1931    | Berliner Schlittschuhclub          |
| 1932    | Berliner Schlittschuhclub          |
| 1933    | Berliner Schlittschuhclub          |
| 1934    | SC Brandenburg                     |
| 1935    | SC Riessersee                      |
| 1936    | Berliner Schlittschuhclub          |
| 1937    | Berliner Schlittschuhclub          |
| 1938    | SC Riessersee                      |
| 1939    | EK Engelmann Wien                  |
| 1940    | Wiener EG                          |
| 1941    | SC Riessersee                      |
| 1942–43 | nedohráno                          |
| 1944    | KSG Berliner SC/Brandenburg Berlin |
| 1945–46 | žádné mistrovství                  |
| 1947    | SC Riessersee                      |
| 1948    | SC Riessersee                      |

### Vítězové Oberligy (1948–1957)
Zdroj: 
| Ročník | Mistr            |
| ------ | ---------------- |
| 1949   | EV Füssen        |
| 1950   | SC Riessersee    |
| 1951   | Preussen Krefeld |
| 1952   | Krefelder EV     |
| 1953   | EV Füssen        |
| 1954   | EV Füssen        |
| 1955   | EV Füssen        |
| 1956   | EV Füssen        |
| 1957   | EV Füssen        |

### Vítězové Bundesligy (1957–1990)
Zdroj: 
| Ročník | Mistr           | Ročník | Mistr                     | Ročník | Mistr            |
| ------ | --------------- | ------ | ------------------------- | ------ | ---------------- |
| 1958   | EV Füssen       | 1969   | EV Füssen                 | 1980   | Mannheimer ERC   |
| 1959   | EV Füssen       | 1970   | EV Landshut               | 1981   | SC Riessersee    |
| 1960   | SC Riessersee   | 1971   | EV Füssen                 | 1982   | SB DJK Rosenheim |
| 1961   | EV Füssen       | 1972   | Düsseldorfer EG           | 1983   | EV Landshut      |
| 1962   | EC Bad Tölz     | 1973   | EV Füssen                 | 1984   | Kölner EC        |
| 1963   | EV Füssen       | 1974   | Berliner Schlittschuhclub | 1985   | SB DJK Rosenheim |
| 1964   | EV Füssen       | 1975   | Düsseldorfer EG           | 1986   | Kölner EC        |
| 1965   | EV Füssen       | 1976   | Berliner Schlittschuhclub | 1987   | Kölner EC        |
| 1966   | EC Bad Tölz     | 1977   | Kölner EC                 | 1988   | Kölner EC        |
| 1967   | Düsseldorfer EG | 1978   | SC Riessersee             | 1989   | SB DJK Rosenheim |
| 1968   | EV Füssen       | 1979   | Kölner EC                 | 1990   | Düsseldorfer EG  |

### Vítězové sjednocené ligy (1991–1994)
Zdroj: 
| Ročník | Mistr            |
| ------ | ---------------- |
| 1991   | Düsseldorfer EG  |
| 1992   | Düsseldorfer EG  |
| 1993   | Düsseldorfer EG  |
| 1994   | EC Hedos München |

### Vítězové DEL ligy (1994–současnost)
| Ročník    | Mistr            | Ročník    | Mistr                | Ročník    | Mistr                |
| --------- | ---------------- | --------- | -------------------- | --------- | -------------------- |
| 1994/1995 | Kölner Haie      | 2005/2006 | Eisbären Berlín      | 2016/2017 | EHC Red Bull München |
| 1995/1996 | Düsseldorfer EG  | 2006/2007 | Adler Mannheim       | 2017/2018 | EHC Red Bull München |
| 1996/1997 | Adler Mannheim   | 2007/2008 | Eisbären Berlín      | 2018/2019 | Adler Mannheim       |
| 1997/1998 | Adler Mannheim   | 2008/2009 | Eisbären Berlín      | 2019/2020 | titul nebyl udělen   |
| 1998/1999 | Adler Mannheim   | 2009/2010 | Hannover Scorpions   | 2020/2021 | Eisbären Berlín      |
| 1999/2000 | München Barons   | 2010/2011 | Eisbären Berlín      | 2021/2022 | Eisbären Berlín      |
| 2000/2001 | Adler Mannheim   | 2011/2012 | Eisbären Berlín      | 2022/2023 | EHC Red Bull München |
| 2001/2002 | Kölner Haie      | 2012/2013 | Eisbären Berlín      | 2023/2024 | Eisbären Berlín      |
| 2002/2003 | Krefeld Pinguine | 2013/2014 | ERC Ingolstadt       | 2024/2025 | Eisbären Berlín      |
| 2003/2004 | Frankfurt Lions  | 2014/2015 | Adler Mannheim       |           |                      |
| 2004/2005 | Eisbären Berlín  | 2015/2016 | EHC Red Bull München |           |                      |

## Přehled celkových vítězů v německé nejvyšší soutěži
| Klub                      | Tituly | Vítězné ročníky |
| ------------------------- | ------ | --- |
| Berliner Schlittschuhclub | 20     | 1912, 1913, 1914, 1920, 1921, 1923, 1924, 1925, 1926, 1928, 1929, 1930, 1931, 1932, 1933, 1936, 1937, 1944 (KSG BSC / SCB), 1973/74, 1975/76   |
| EV Füssen                 | 16     | 1948/49, 1952/53, 1953/54, 1954/55, 1955/56, 1956/57, 1957/58, 1958/59, 1960/61, 1962/63, 1963/64, 1964/65, 1967/68, 1968/69, 1970/71, 1972/73 |
| Eisbären Berlín           | 11     | 2004/05, 2005/06, 2007/08, 2008/09, 2010/11, 2011/12, 2012/13, 2020/21, 2021/22 , 2023/24, 2024/25                                             |
| SC Riessersee             | 10     | 1927, 1935, 1938, 1941, 1947, 1948, 1949/50, 1959/60, 1977/78, 1980/81                                                                         |
| Adler Mannheim            | 8      | 1979/80, 1996/97, 1997/98, 1998/99, 2000/01, 2006/07, 2014/15, 2018/19                                                                         |
| Düsseldorfer EG           | 8      | 1966/67, 1971/72, 1974/75, 1989/90, 1990/91, 1991/92, 1992/93, 1995/96                                                                         |
| Kölner Haie               | 8      | 1976/77, 1978/79, 1983/84, 1985/86, 1986/87, 1987/88, 1994/95, 2001/02                                                                         |
| EHC Red Bull München      | 4      | 2015/16, 2016/17, 2017/18, 2019/20 - nebyl udělen, 2022/23                                                                                     |
| Star Bulls Rosenheim      | 3      | 1981/82, 1984/85, 1988/89 |
| SC Brandenburg            | 2      | 1934, 1944 (KSG BSC / SCB) |
| EC Bad Tölz               | 2      | 1961/62, 1965/66 |
| EV Landshut               | 2      | 1969/70, 1982/83 |
| Krefeld Pinguine          | 2      | 1951/52, 2002/03 |
| MTV München 1879          | 1      | 1922 |
| EK Engelmann Wien         | 1      | 1939 |
| Wiener EG                 | 1      | 1940 |
| Preussen Krefeld          | 1      | 1950/51 |
| Maddogs München           | 1      | 1993/94 |
| München Barons            | 1      | 1999/00 |
| Frankfurt Lions           | 1      | 2003/04 |
| Hannover Scorpions        | 1      | 2009/10 |
| ERC Ingolstadt            | 1      | 2013/14 |